# كارل دينسون
كارل دينسون (بالإنجليزية: Carl Dickinson)‏ (31 مارس 1987 في المملكة المتحدة - ) هو لاعب كرة قدم بريطاني في مركز الظهير. لعب مع بورت فايل وستوك سيتي وكوفنتري سيتي وليدز يونايتد ونادي بارنسلي ونادي بلاكبول ونادي بورتسموث ونادي فيكينغور ونادي واتفورد.

## وصلات خارجية
- كارل دينسون على موقع قاعدة بيانات كرة القدم.إي يو (الإنجليزية)
- كارل دينسون على موقع Soccerbase.com (لاعب) (الإنجليزية)
- كارل دينسون على موقع عالم كرة القدم.نت (الإنجليزية)